# Falàfel
|  | No s'ha de confondre amb el menjar típic a base de farina i ou anomenat fàrfel.. |

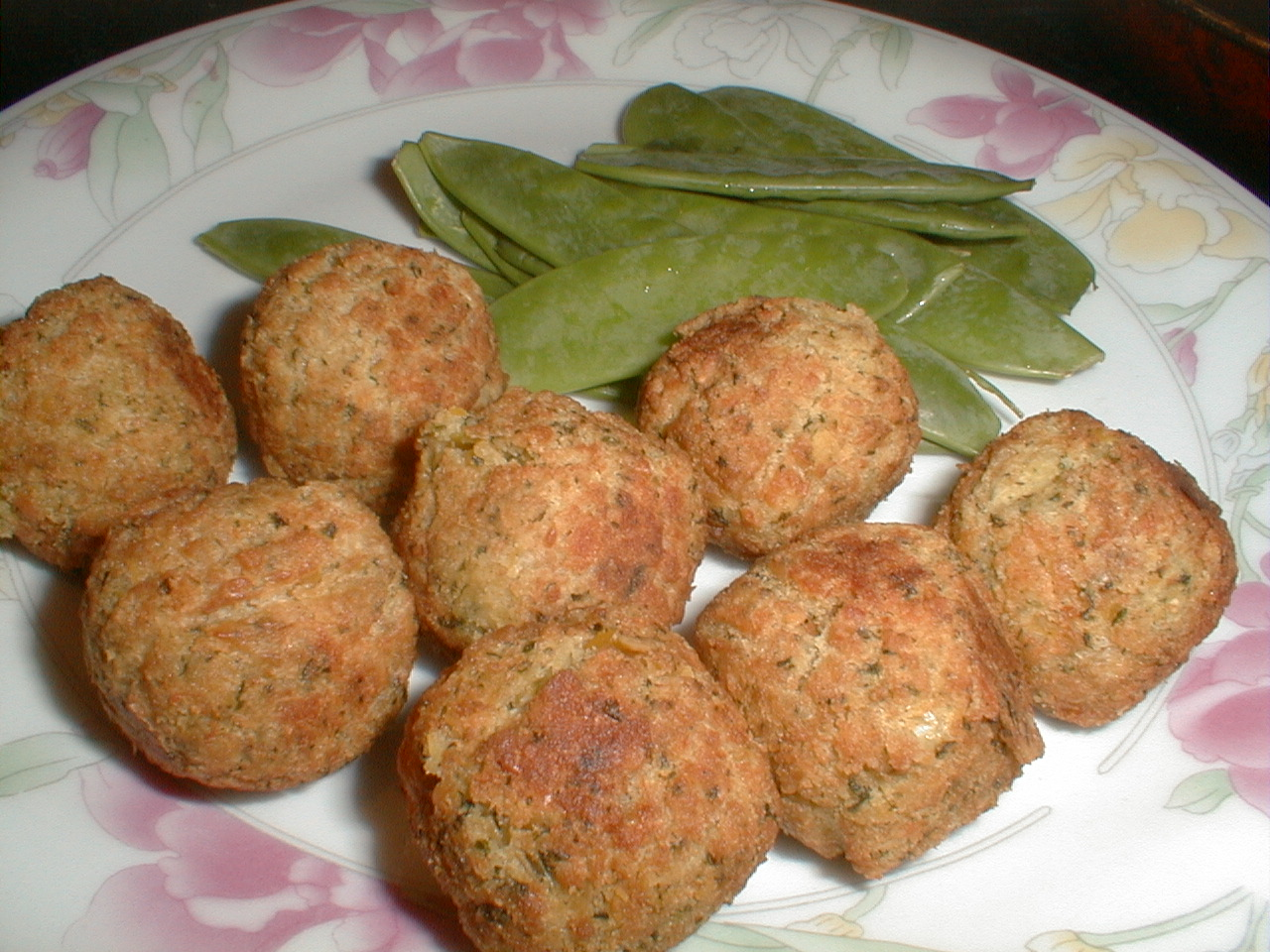
Plat de falàfel

El falàfel —de l'àrab فلافل, falāfil— és una croqueta de cigrons típica de la cuina de l'Orient Pròxim. Tradicionalment se serveix amb salsa de iogurt o de tahina, així com en forma d'entrepà farcit amb pa de pita o com a entrant. Per extensió, també s'anomena falàfel l'entrepà de falàfel acompanyat d'amanida.

## Origen i variants
La paraula àrab falàfil és, de fet, el plural de fílfil (فلفل, filfil), que significa pebrot. El falàfel, com a mínim originalment i a l'estil de l'Orient Pròxim, és fet amb cigrons, faves o una combinació d'ambdós ingredients.
La variant egípcia i sudanesa, anomenada tamiyya (طعمية, ṭaʿmiyya), empra exclusivament faves, mentre que altres variants empren exclusivament cigrons. El que fa diferent el falàfel d'altres croquetes és que les faves o els cigrons no es couen: simplement es posen en aigua fins que s'estoven i després es trituren (se'ls pot llevar la pell abans) barrejats amb all i julivert, principalment, per a formar una pasta. Amb aquesta pasta es fan unes boles aixafades que es fregeixen en oli abundant. A vegades pot utilitzar-se també farina de cigró per a donar més consistència a la barreja. Avui dia els falàfels es poden comprar congelats en molts establiments d'Europa.
Actualment, les tendències culinàries han provocat el triomf del falàfel de cigró sobre el de fava. Els falàfels de cigró se serveixen tot al llarg de l'Orient Pròxim i s'han popularitzat gràcies a expatriats d'aquests països. Els expatriats israelians han tingut un paper crucial en la popularització del falàfel de cigró, especialment a l'àrea metropolitana de Nova York, mentre que a Europa s'ha popularitzat gràcies a les colònies d'immigrants i exiliats libanesos, turcs i kurds, principalment.